# Movimento de Libertação e Justiça
Movimento de Libertação e Justiça é um grupo rebelde atuando no conflito de Darfur, no Sudão, liderado pelo Dr. Tijani Sese. O Movimento é uma aliança de dez organizações rebeldes menores de Darfur que formaram um novo agrupamento em 23 de fevereiro de 2010. 
Em 20 de março de 2010, o Movimento de Libertação e Justiça assinou um acordo de cessar-fogo com o governo sudanês e concordou em negociações que poderiam levar a um acordo final de paz.  O Movimento participou das negociações de paz de Doha, realizadas em dezembro de 2010 e em janeiro de 2011, seu líder afirmou que o movimento aceitou as propostas principais do documento de paz de Darfur proposto pelos mediadores conjuntos.
Em 29 de janeiro de 2011, os líderes do Movimento de Libertação e Justiça e seus rivais do Movimento pela Justiça e Igualdade emitiram uma declaração conjunta afirmando seu compromisso com as negociações de Doha e concordaram em participar do fórum de Doha em fevereiro de 2011.
O Movimento de Libertação e Justiça assinou um novo Acordo de Paz em Darfur com o governo do Sudão em julho de 2011; no entanto, várias facções do grupo se fundiram com o Movimento Justiça e Igualdade. 